# Vol'ha Kardapol'cava
Vol'ha Kardapol'cava (in bielorusso Вольга Кардапольцава?, in russo О́льга Вита́льевна Кардопо́льцева?, Olga Vitál'evna Kardopól'ceva; Alma Ata, 11 settembre 1966) è un'ex marciatrice bielorussa, fino al 1991 sovietica.

## Palmarès

### Mondiali
- 1 medaglia:
  - 1 argento (Atene 1997 nella marcia 10 km)[1]

### Europei
- 1 medaglia:
  - 1 argento (Spalato 1990 nella marcia 10 km)[2]